# Desa Soko (administrativ by i Indonesien, Jawa Tengah, lat -6,80, long 111,07)
Desa Soko är en administrativ by i Indonesien.   Den ligger i provinsen Jawa Tengah, i den västra delen av landet, 500 km öster om huvudstaden Jakarta.